# Śmierć ma okna
Śmierć ma okna (ang. Murder She Said) – brytyjska komedia kryminalna z 1961 roku wyreżyserowana przez George'a Pollocka, powstała na podstawie powieści Agathy Christie pt. 4.50 z Paddington z 1957 roku. Wyprodukowana przez wytwórnię Metro-Goldwyn-Mayer.
Premiera filmu odbyła się 7 stycznia 1962 w Wielkiej Brytanii. W Polsce film odbył się 13 lutego 2004. Zdjęcia do filmu zrealizowano w Denham, Gerrards Cross, Borehamwood, Windsor i Londynie w Anglii w Wielkiej Brytanii.

## Opis fabuły
Panna Jane Marple (Margaret Rutherford) w czasie jazdy pociągiem czyta powieść kryminalną. Kiedy przejeżdża pociąg z przeciwnego kierunku, panna Marple wygląda przez okno i widzi, że jednym z przedziałów owego pociągu zostaje zamordowana jakaś kobieta. O zaistniałym zdarzeniu Marple informuje policję kolejową, ale nikt nie chce jej wierzyć.

## Obsada
Źródło: Filmweb
- Margaret Rutherford jako panna Jane Marple
- Arthur Kennedy dr Paul Quimper
- Muriel Pavlow jako Emma Ackenthorpe
- James Robertson Justice jako Ackenthorpe
- Thorley Walters jako Cedric Ackenthorpe
- Charles „Bud” Tingwell jako inspektor Craddock
- Conrad Phillips jako Harold Ackenthorpe
- Ronald Howard jako Eastley Achenthorpe
- Joan Hickson jako pani Kidder
- Stringer Davis jako pan Stringer
- Ronnie Raymond jako Alexander
- Gerald Cross jako Albert Ackenthorpe
- Michael Golden jako Hillman
- Barbara Leake jako pani Hilda Stainton
- Gordon Harris jako sierżant Bacon